# Balthasar Riepp
Balthasar Riepp (* 22. November 1703 in Kempten; † 2. August 1764 in Vils) war ein Maler.

## Leben

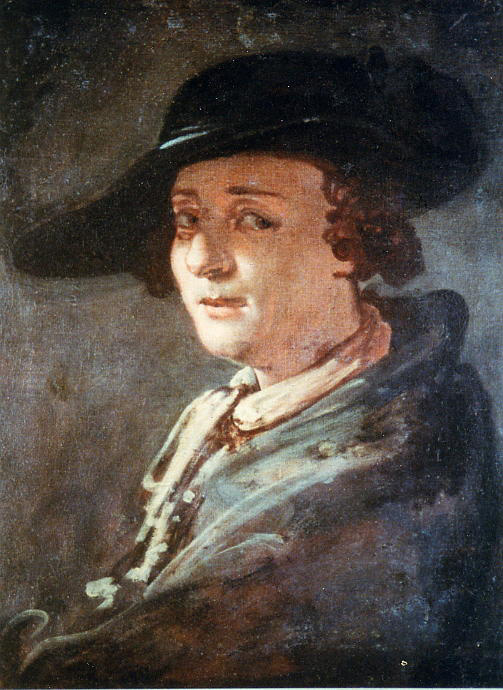
Selbstbildnis von Balthasar Riepp, um 1735. Alte Pinakothek München

Balthasar Riepp wurde als Sohn von Michael Riepp (Bediensteter an der fürstäbtlichen Residenz zu Kempten) und Maria Mayr in der Stiftsstadt Kempten geboren. Fürstabt Rupert von Bodman ermöglichte ihm eine grundlegende Ausbildung durch den Hofmaler Franz Benedikt Hermann in Kempten. Auf die Lehr- bzw. Gehilfenzeit bei Jacob Carl Stauder (1694–1756) folgte 1725 eine zweijährige Studienreise durch Italien, die ihm der Kemptener Stiftskapitular Anselm Reichlin von Meldegg (1728 zum Fürstabt ernannt) finanzierte.
1728 bot sich für Riepp die Gelegenheit, in der produktiven Malerwerkstatt von Paul Zeiller in Reutte mitzuarbeiten. 1735 wurde er durch die Heirat mit der ältesten Tochter des Meisters, Maria Anna Zeiller, ein Mitglied der hochgeachteten Künstlerfamilie, zu der Johann Jakob Zeiller und Franz Anton Zeiller zählen.
Mit seinem temperamentvollen Malstil erwarb sich Riepp bald den Ruf eines berühmten und gefragten Künstlers, der auch insgesamt fünf Schülern die Grundausbildung ermöglichte.
Kurz nach Erhalt des Bürgerrechtes von Reutte im Jahr 1740 starb sein einziges Kind Johann Anton Laurentius. Ab diesem Zeitpunkt verstärkte sich zunehmend seine Alkoholkrankheit, was in der Folge zur Trennung von seiner Frau und zu einem von der „öffentlichen Moral“ geforderten Wohnortwechsel führte. Der gesellschaftliche Abstieg und seine Freigiebigkeit gegenüber Bedürftigen führten ihn in die völlige Verarmung. Der hochbegabte Künstler verstarb in seiner Notunterkunft in der Stadt Vils.
Balthasar Riepp war ein Cousin des Orgelbauers Karl Joseph Riepp.

## Werke
Von Balthasar Riepp sind etwa 350 Werke, hauptsächlich in Kirchen, überliefert. Sie befinden sich u. a. in Altstädten, Biberbach, Bichlbach, Breitenwang, Kloster Einsiedeln (Schweiz), Fristingen, Füssen, Großaitingen, Bad Hindelang, Ehenbichl, Elmen, Heiterwang, Imst, Basilika Wilten (Innsbruck), Kloster Heiligkreuz (Kempten), Marktoberdorf, Münsterlingen (Schweiz), Oberstdorf, Ottobeuren, Pflach, Reutte, Seeg, Untermaiselstein, Vils (Sankt-Anna-Kirche), Pinswang, Welden und Ziemetshausen. Josef Mairs Hommage (s. u.) enthält ein ausführliches Werkverzeichnis.

## Galerie

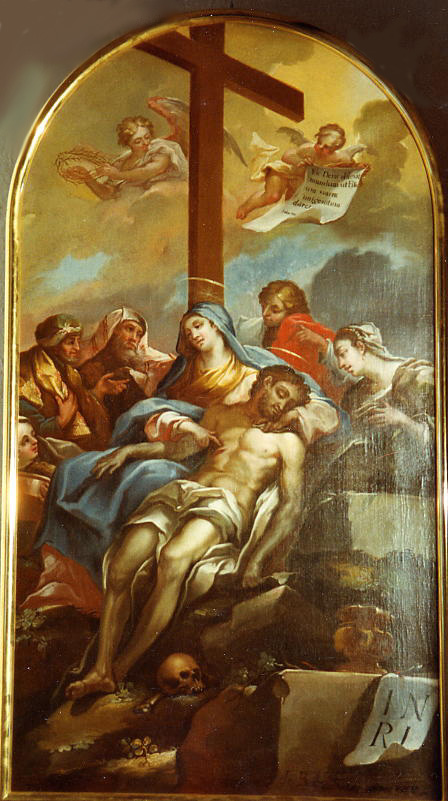
Pieta, 1728. Oberstdorf, Kapelle St. Joseph, Werkverzeichnis Nr. 10
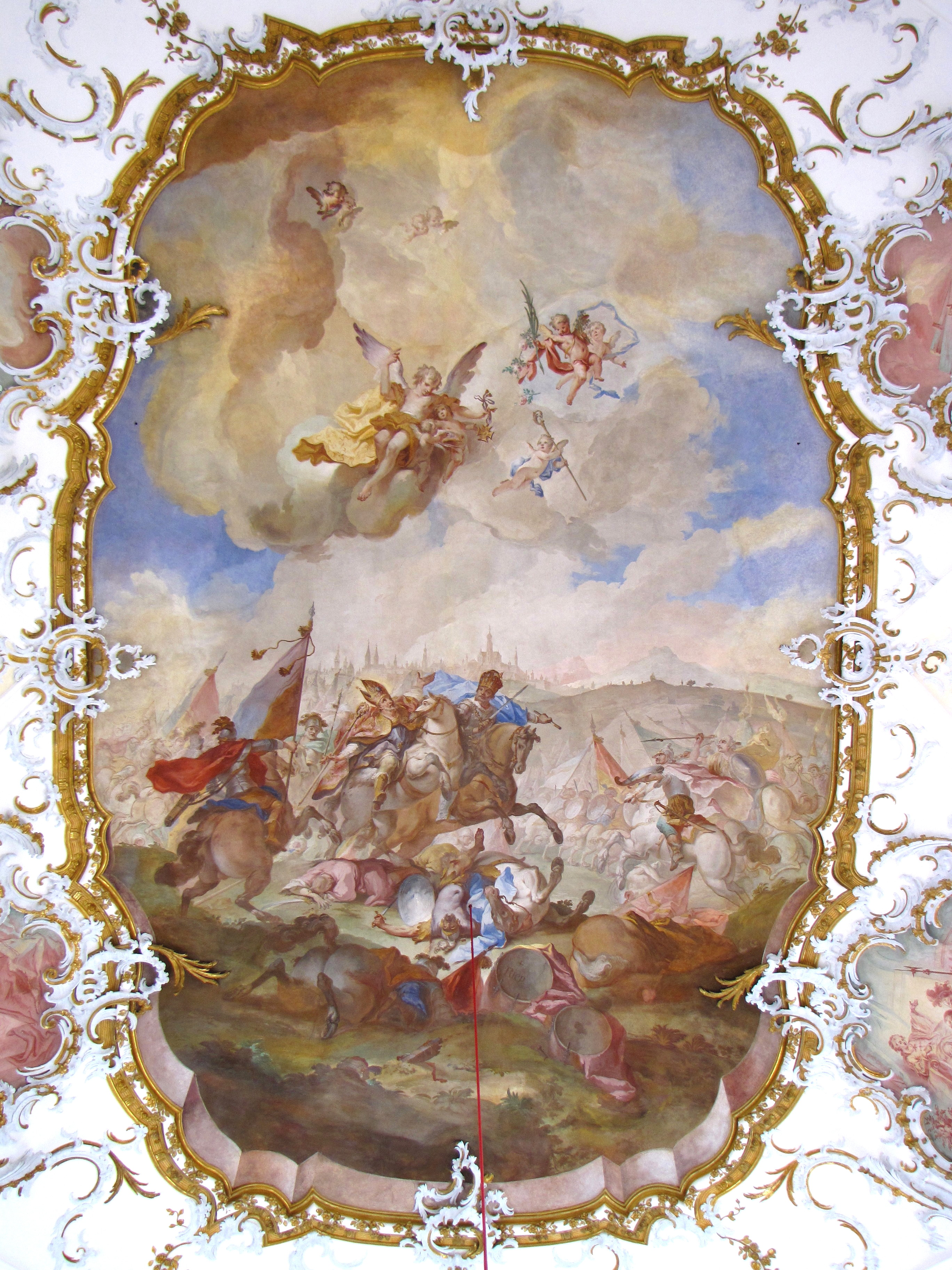
Schlacht auf dem Lechfeld, 1744, Kirche in Seeg, Werkverzeichnis Nr. 148
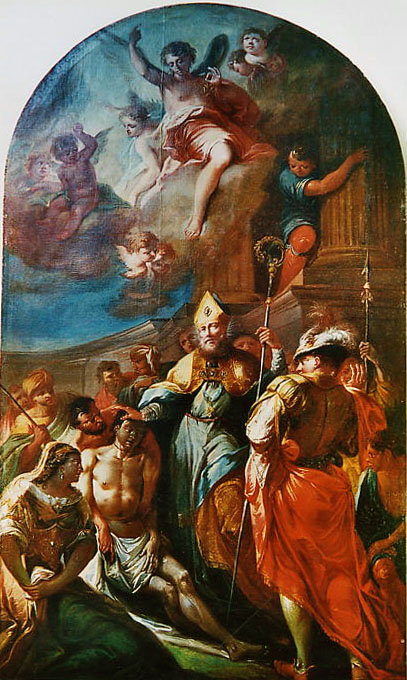
Pfarrkirche Pinswang, Wunder des Hl. Ulrich, um 1730, Werkverzeichnis Nr. 16
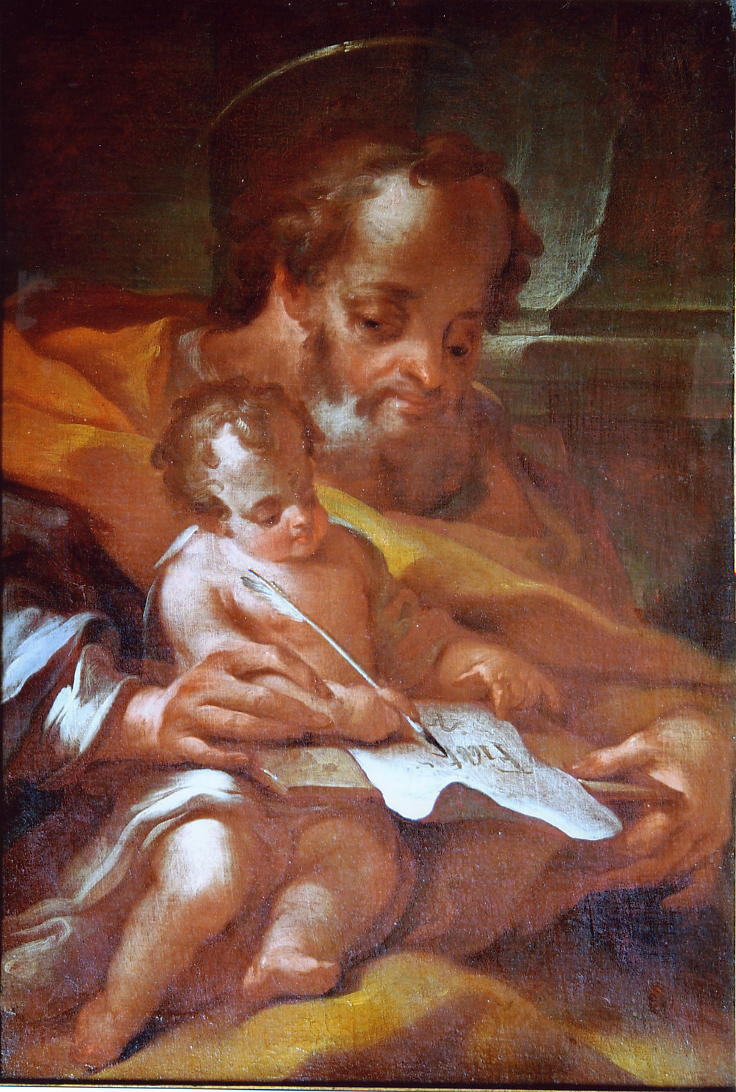
Hl. Joseph als Fürbitter, um 1748. Privatbesitz
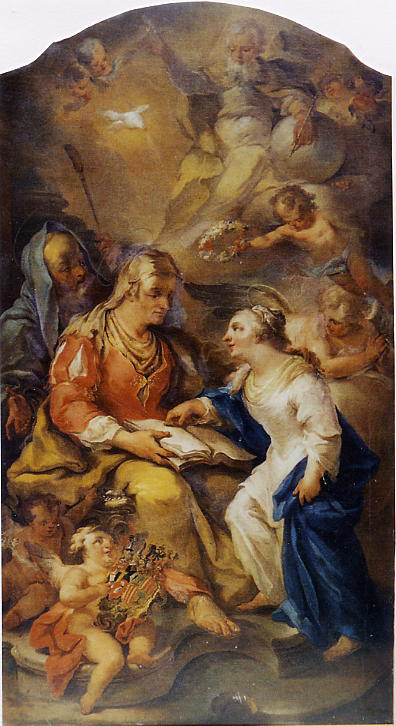
Unterweisung Mariens durch Mutter Anna, 1750. Vils, Kirche St. Anna, Werkverzeichnis Nr. 199
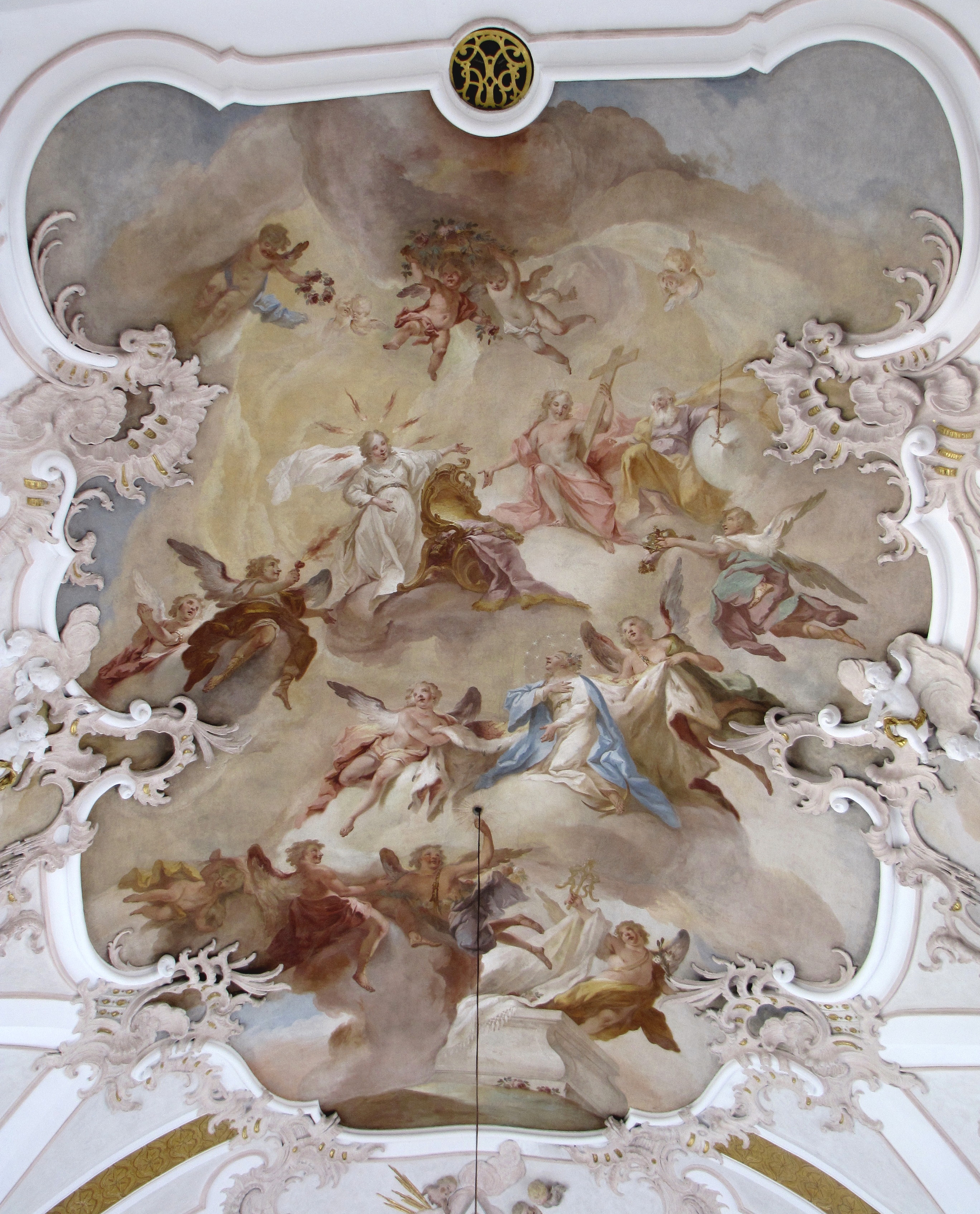
Aufnahme Mariens in den Himmel, 1754, Großaitingen, Werkverzeichnis Nr. 278
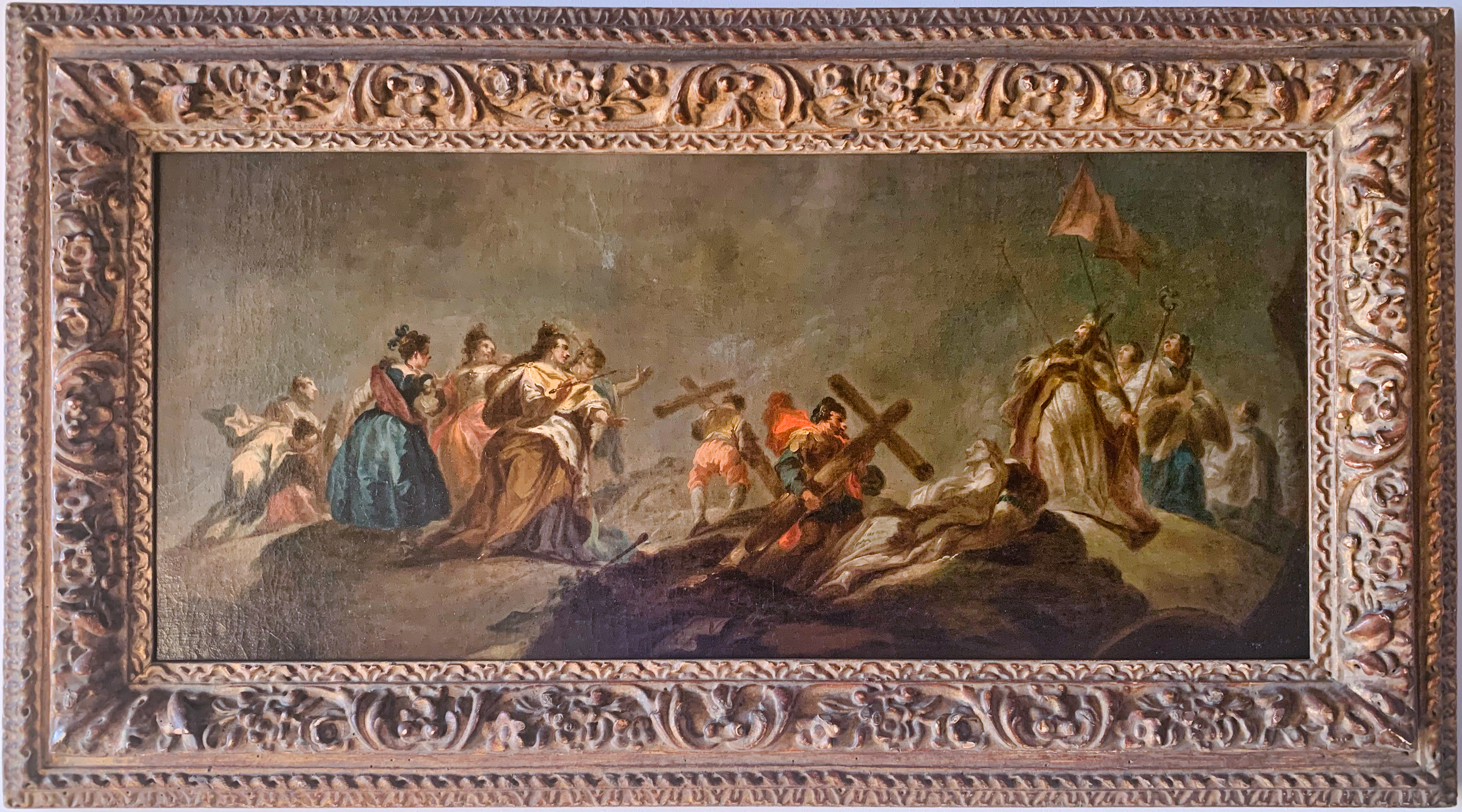
Skizze zum Fresko "Auffindung und Erprobung des Kreuzes Christi durch Kaiserin Helena", Biberbach, Werkverzeichnis Nr. 244

## Ausstellungen
Im Jahr 2003 erinnerte die Ausstellung Genie im Schatten. Balthasar Riepp (1703–1764) aus Anlass seines 300. Geburtstags an den Maler. Ausstellungsorte waren die Kunsthalle Kempten sowie Reutte, Breitenwang und Vils.

## Ehrungen
In Reutte in Tirol (Österreich) und in Biberbach (Schwaben) ist eine Straße nach Balthasar Riepp benannt.